# Solo gli uccelli cantano gratis
Solo gli uccelli cantano gratis è un album studio di Enzo di Domenico, pubblicato nel 1993.

## Tracce
1. La mafia
2. Dio dov'è?
3. Mezza donna
4. Tradimento
5. C'eri anche tu
6. Papà
7. Nennella
8. Povera città
9. E tu si
10. 'A voce d' 'o passato